# Romanizmus (festészet)

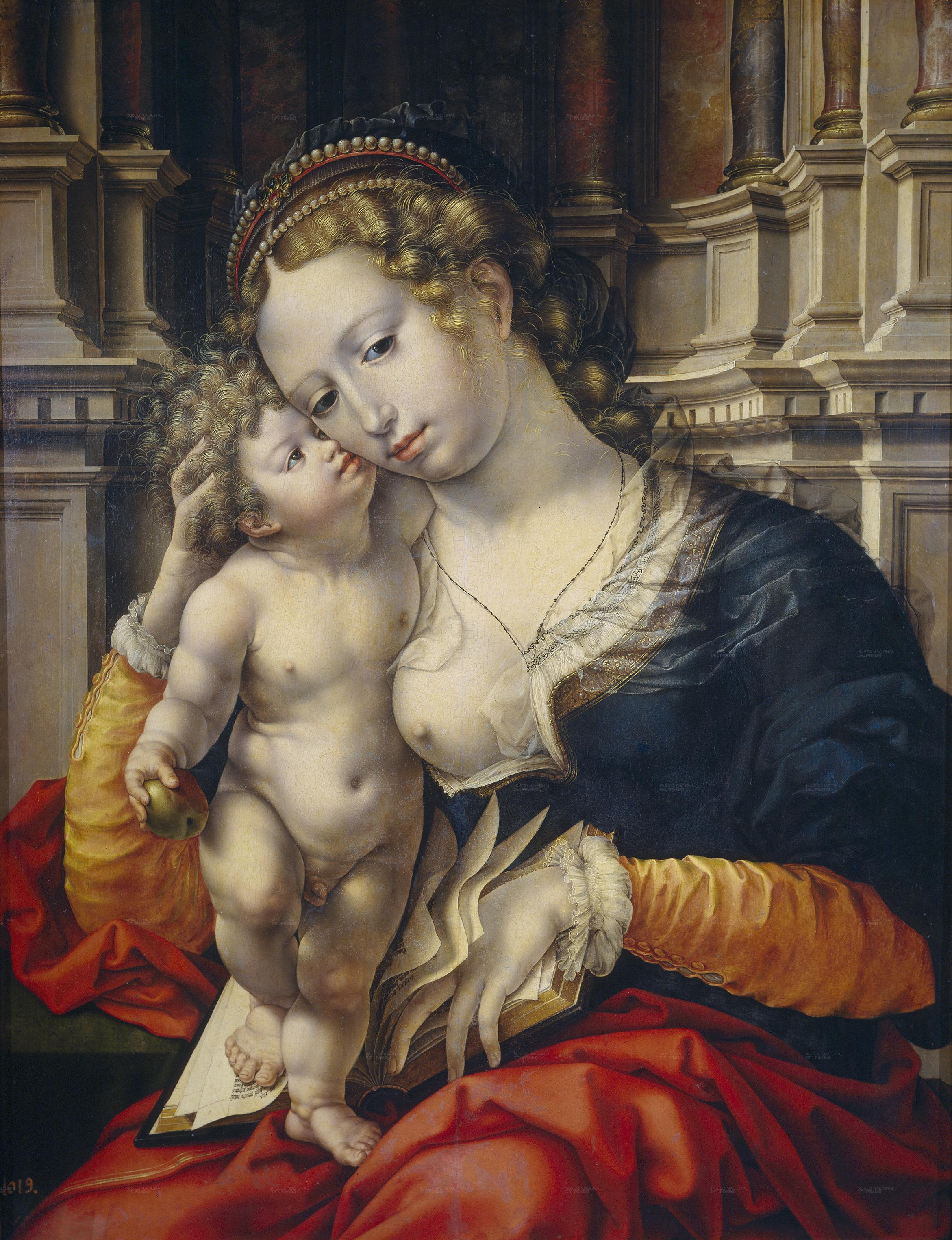
Jan Gossaert: Szűzanya a gyermek Jézussal (1527; Prado, Madrid)

Romanizmus: németalföldi festészeti irányzat a 15. és 16. században. A németalföldi mesterek meg akartak szabadulni a középkori művészeti hagyományoktól, a gótikától, s Itália földjére mentek tanulmányozni az ottani reneszánsz festészeti gyakorlatot. A németalföldi hagyományok és az olasz hatás gyakran feszültséget eredményezett művészetükben, elvitte őket a manierista stílus felé. (Jan Gossaert vagy más néven Jan Mabuse; Bernard van Orley, Lambert Lombard, Frans Floris, Cornelis Floris de Vriendt, Jan van Scorel; Maarten van Heemskerck).
Az olasz reneszánsz hatására sajátos németalföldi festészet, északi reneszánsz alakult ki. Antwerpeni manierizmust is emlegetnek, jelezve a fő vonalat, a késő reneszánsz festészetből a barokkba való átmenetet, mely majd igazán Antwerpenben a 16. század második felében terjedt el a francia és itáliai száműzetésből hazatérő (1558) Jan Metsys (Massys) által, majd egyik legnagyobb hatású képviselője Bartholomeus Spranger.